# Brdów
Brdów (deutsch Seestetten (1939–1945)) ist ein Dorf in Polen mit rund 900 Einwohnern. Der Ort liegt im Powiat Kolski und gehört zu der polnischen Woiwodschaft Großpolen. Bis 1870 hatte der heute zur Gmina Babiak gehörende Ort Stadtrecht.